# Feliner Diabetes mellitus

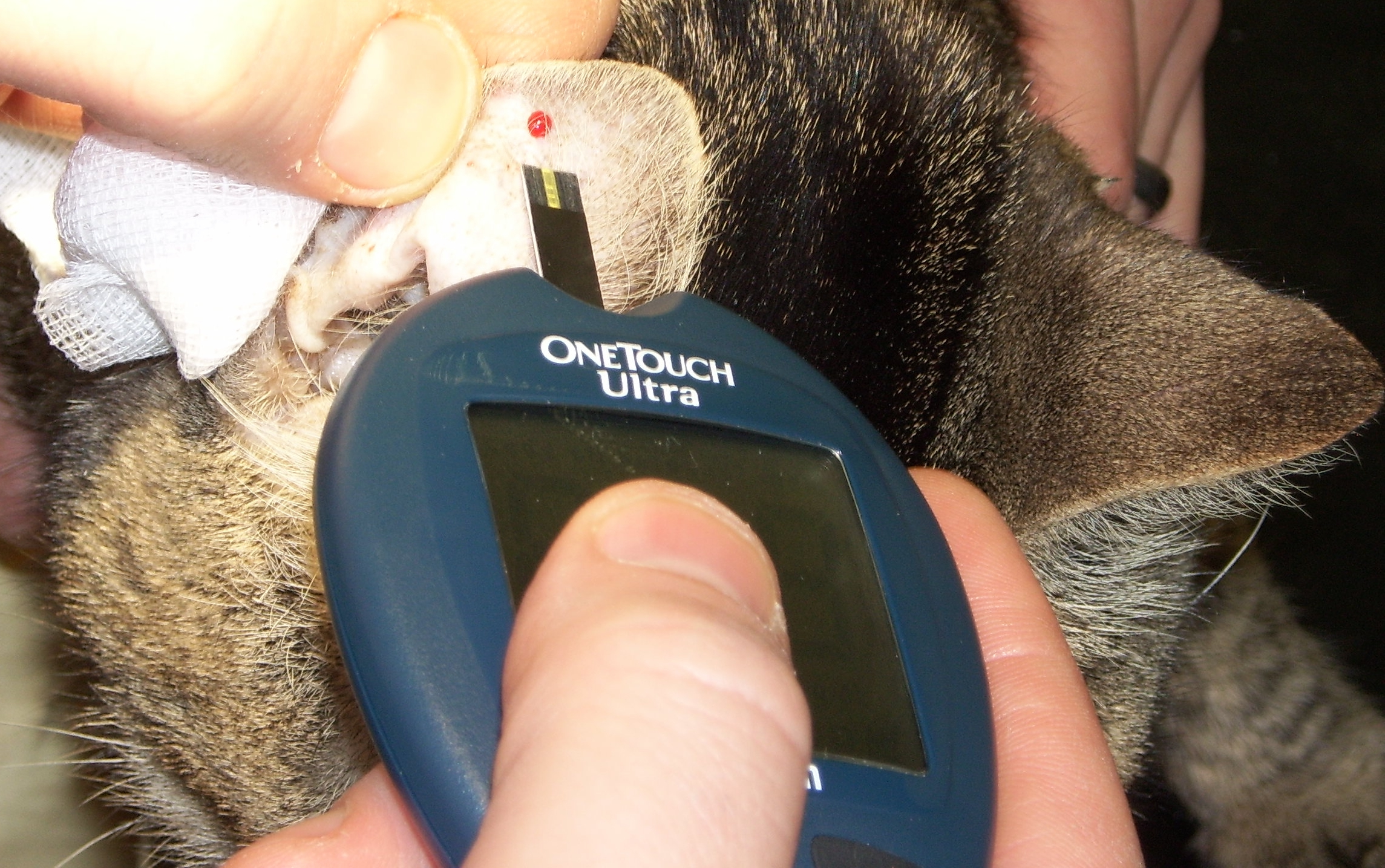
Blutzuckermessung bei einer Katze

Als feliner Diabetes mellitus (volkstümlich „Katzendiabetes“) wird die Zuckerkrankheit (lateinisch Diabetes mellitus) der Hauskatze (lateinisch felis ‚Katze‘) bezeichnet. Sowohl diagnostisch als auch therapeutisch handelt es sich hier um eine schwierige Erkrankung, die sich in einigen wesentlichen Grundzügen von der Zuckerkrankheit des Menschen oder des Hundes unterscheidet. Bei Katzen liegt am häufigsten ein Typ-2-Diabetes vor, das heißt, die Bauchspeicheldrüse produziert eigentlich noch ausreichend Insulin, aber die Zellen sprechen nicht mehr ausreichend auf dieses Hormon an und können den Blutzucker nicht mehr verwerten (Insulinresistenz). Bei etwa einem Viertel der diabetischen Katzen sind ein Tumor der Hirnanhangsdrüse und ein daraus resultierender Wachstumshormonüberschuss die Ursache für die Insulinresistenz. Die Insulinresistenz führt zu einem Anstieg des Blutzuckers im Blut, ab einer bestimmten Konzentration wird er auch über den Urin ausgeschieden. Betroffen sind vor allem ältere, übergewichtige, kastrierte Kater. Eine Rasseneigung besteht für Burma-Katzen. Die Häufigkeit der Erkrankung hat in den letzten Jahrzehnten deutlich zugenommen, gegenwärtig ist etwa eine von 200 Katzen betroffen.
Die vier Hauptsymptome des Diabetes mellitus sind vermehrter Durst, vermehrter Harnabsatz, vermehrte Nahrungsaufnahme und Gewichtsverlust. Da Katzen auch stressbedingt einen starken Anstieg des Blutzuckerspiegels zeigen, wird die Diagnose vor allem durch die Bestimmung des Fructosamins im Blutserum gestellt. Zur Behandlung werden bislang mittellang wirksame Insuline eingesetzt, die zweimal täglich gespritzt werden müssen. Die erforderliche Insulinmenge wird durch regelmäßige Blutzuckermessungen schrittweise angepasst. Ein neuer Behandlungsansatz ist der Einsatz von SGLT-2-Hemmern, die nur einmal täglich oral verabreicht werden müssen. Da diese erst im Frühjahr 2024 auf den Markt gekommen sind, ist noch nicht absehbar, inwieweit sie die Insulintherapie ersetzen werden. Für beide Behandlungsformen ist die Umstellung auf ein eiweißreiches und kohlenhydratarmes Futter von Nutzen. Bei stark übergewichtigen Tieren ist eine Gewichtsreduktion erforderlich. Bei frühzeitiger Behandlung ist die Prognose gut, bis zu 50 % der Katzen zeigen eine Remission. Bei Tumoren der Hirnanhangsdrüse kann eine Strahlentherapie oder die chirurgische Entfernung in Erwägung gezogen werden.
Eine lebensbedrohliche Komplikation eines Diabetes mellitus ist die Ketoazidose, bei der es zu einer Übersäuerung des Blutes, einem Anstieg der Ketonkörper und zu Wasser- und Elektrolytverlusten kommt. Diese Stoffwechselentgleisung kann sowohl bereits vor der Krankheitsfeststellung als auch während der Therapie auftreten und bedarf einer stationären intensivmedizinischen Behandlung. Eine vorübergehende Unterzuckerung durch die Insulingabe verläuft bei Katzen zumeist unkompliziert.

## Ursache und Krankheitsentstehung

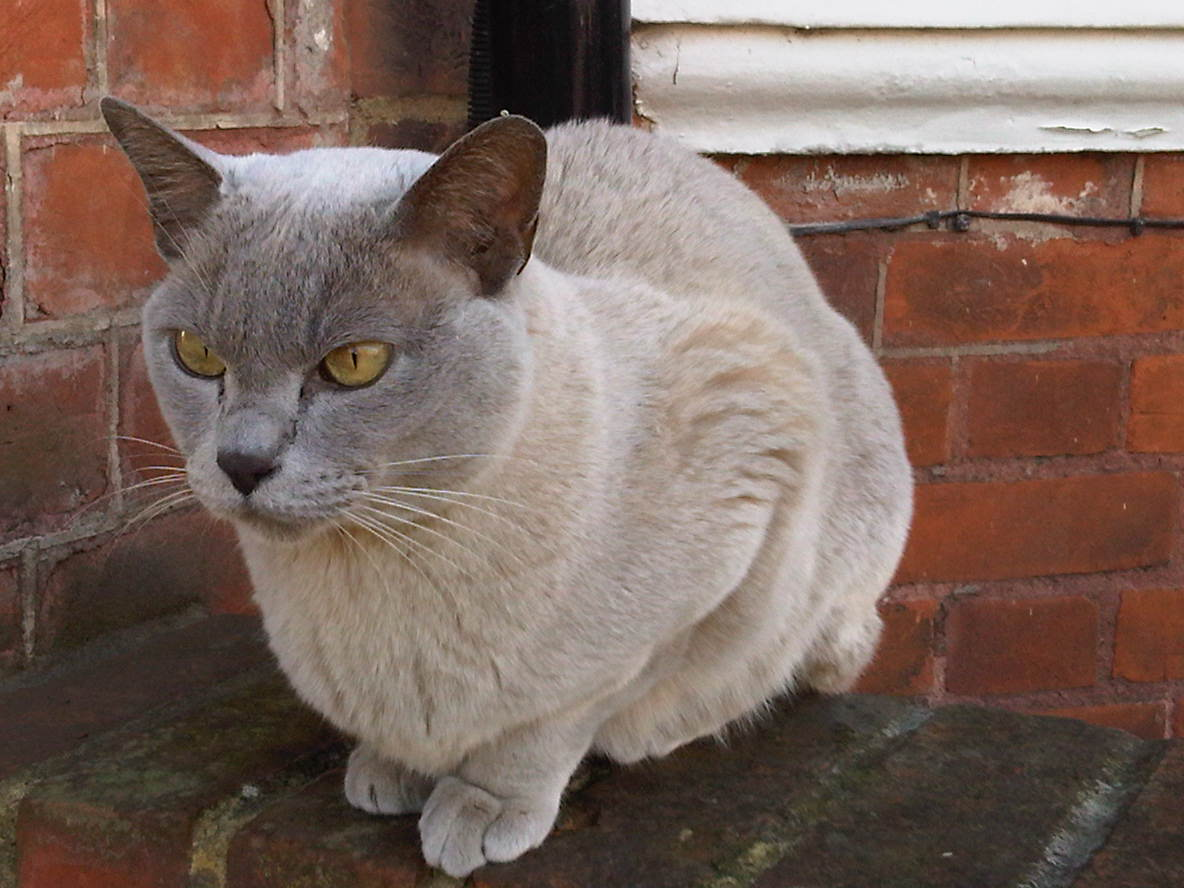
Burmakatzen haben ein deutlich erhöhtes Krankheitsrisiko, eine genetische Veranlagung ist bei ihnen nachgewiesen

Eine Zuckerkrankheit entsteht, wenn die Bauchspeicheldrüse zu wenig Insulin bildet (Typ-1-Diabetes, Insulinmangel) oder die Wirkung dieses Hormons auf die Körperzellen nachlässt (Typ-2-Diabetes, Insulinresistenz). Der Typ-1-Diabetes entsteht durch Zerstörung der β-Zellen der Langerhans-Inseln innerhalb der Bauchspeicheldrüse, zumeist durch das körpereigene Immunsystem. Dieser Typ spielt bei der Katze eine eher untergeordnete Rolle. Nur circa 30 % der an Diabetes mellitus erkrankten Katzen haben einen Typ-1-Diabetes, während 70 % der zuckerkranken Katzen einen Diabetes Typ 2 beziehungsweise einen sekundären Diabetes mellitus haben, welcher aufgrund einer Grunderkrankung entstanden ist.

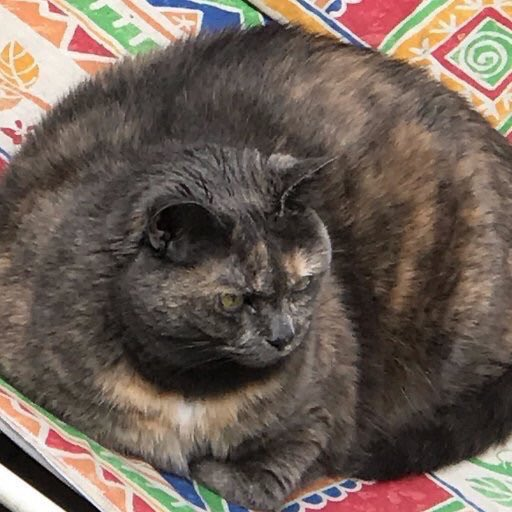
Übergewicht ist der wichtigste Risikofaktor für einen Diabetes mellitus bei Katzen

Bei Katzen tritt überwiegend der Typ-2-Diabetes auf. Dabei ist neben der Insulinresistenz auch die Funktion der β-Zellen gestört. Dieser Typ hat zum Teil genetische Ursachen, für die US-amerikanische, britische und australische Population der Burma-Katze ist dies nachgewiesen, bei ihnen besteht ein vierfach höheres Risiko zu erkranken als bei anderen Katzenrassen. Dabei wurden Veränderungen mehrerer Gene auf dem Chromosom B1 als potenzielle Auslöser identifiziert. Für andere Katzenrassen steht der Nachweis einer genetischen Grundlage noch aus. Bei der Krankheitsentstehung spielen zwei Adipokine im Fettgewebe eine Rolle: Adiponektin erhöht die Insulinempfindlichkeit und Leptin unterdrückt den Appetit. Bei einer Adipositas gelangt weniger Adiponektin in das Blut und die Empfindlichkeit gegenüber Leptin wird gehemmt. Darüber hinaus werden im Fettgewebe entzündungsfördernde Zellbotenstoffe (Zytokine) wie Tumornekrosefaktor-α und Interleukin-6 gebildet, welche den Insulinsignalweg negativ beeinflussen und eine Insulinresistenz hervorrufen. Ein weiterer Faktor für die Krankheitsentstehung ist das Amylin. Dieses wird in den β-Zellen gespeichert und zusammen mit Insulin ausgeschüttet. Bei nahezu allen übergewichtigen Katzen kommt es zu einer Ansammlung von Amylin in den β-Zellen (Amyloidose). Die Amylin-Ablagerungen verursachen eine verminderte Funktion und schließlich einen programmierten Zelltod (Apoptose) der β-Zellen. Diese Ablagerung wird durch den erhöhten Insulinbedarf bei einer Insulinresistenz noch verstärkt, weshalb bei früher Behandlung die Erkrankung noch ausheilen kann (Remission), bei fortgeschrittener Erkrankung aber eine lebenslange Behandlung notwendig ist. Die Insulinresistenz wird zunächst noch durch eine erhöhte Insulinabgabe in der Bauchspeicheldrüse ausgeglichen (kompensiert), man spricht von einem subklinischen Zustand. Wird dieser Zustand durch weitere Faktoren gestört, zum Beispiel durch die Behandlung mit einem Insulin-Antagonisten oder eine chronische Entzündung, kippt dieses Gleichgewicht. Hier spielt vor allem die Gabe von Glucocorticoiden eine große Rolle, die in der Tiermedizin als Entzündungshemmer häufig eingesetzt werden. Sie verursachen einen Anstieg des Blutzuckers (Glucose), der die Funktion der β-Zellen stört. Der Hauptmechanismus für die β-Zell-Fehlfunktion infolge hoher Glucosespiegel ist oxidativer Stress durch reaktive Sauerstoffspezies. Diese entstehen vermehrt durch die Glykation von Proteinen. Da β-Zellen nur eine geringe Ausstattung mit antioxidativen Enzymen haben, sind sie besonders anfällig. Dies wird Glucosetoxität genannt, der Blutzucker wirkt also quasi als Gift für die β-Zellen. Darüber hinaus reagieren sie nicht mehr auf die Stimulation durch den Blutzuckeranstieg, da die Promotor-Aktivität unterdrückt und damit die Insulin-Genexpression gehemmt wird.  Dieser Mechanismus kann auch bei Katzen auftreten, die nach Behandlung eigentlich in Remission gingen, denn auch bei ihnen ist die Zahl der β-Zellen vermindert und das fragile Gleichgewicht zwischen Glucose und Insulinausschüttung kann durch geringfügige Störungen wieder aus den Fugen geraten. Die Glucosetoxität ist aber reversibel, also umkehrbar, was Voraussetzung für eine Remission ist.
Eine zweite Ursache des felinen Diabetes mellitus sind gutartige Tumoren (Adenome) der Hirnanhangsdrüse, welche zu einer erhöhten Produktion von Wachstumshormon (Somatotropin/STH) und damit zu einem Hypersomatotropismus (Akromegalie) führen. Das Wachstumshormon bewirkt eine vermehrte Bildung des Insulinähnlichen Wachstumsfaktors 1 (IGF-1) in der Leber und damit eine Insulinresistenz. Dieser Typ entspricht den „anderen spezifischen Diabetes-Typen“ des Menschen (früher auch Typ-3-Diabetes genannt) und macht bei Katzen etwa 18 bis 32 % der Fälle aus. Genaue Zahlen dazu fehlen jedoch, denn ein routinemäßiger Ausschluss eines Hypersomatotropismus wird bei Katzen nicht durchgeführt und auch nicht alle Katzen mit dieser Erkrankung entwickeln eine Zuckerkrankheit.
Durch die Insulinresistenz und damit den relativen Insulinmangel bei beiden Diabetes-Typen der Katze werden nicht ausreichend Transportproteine hergestellt und Glucose kann nicht mehr in die Zellen gelangen und dort verwertet werden. Zudem wird die Glucoseneubildung in der Leber nicht mehr gebremst. Die Folge ist ein Anstieg des Blutzuckers, eine Hyperglykämie. Übersteigt die Konzentration der Zuckermoleküle im Blut die Nierenschwelle von etwa 13,8 mmol/l (entspricht 250 mg/dl), sind die Nierenkanälchen nicht mehr in der Lage, die Glucose vollständig zurückzugewinnen. Daher verbleibt sie im Urin und bewirkt wegen ihrer osmotischen Aktivität zusätzlich eine vermehrte Ausscheidung von Wasser. Diese vermehrte Ausscheidung zuckerhaltigen Urins gab der Krankheit ihren Namen, das lateinische Diabetes mellitus bedeutet so viel wie ‚honigsüßer Durchfluss‘.

## Vorkommen
Die Zuckerkrankheit ist eine häufige hormonelle Erkrankung bei Katzen, etwa eine von 200 Katzen erkrankt daran. Bei Burma-Katzen besteht ein vierfach höheres Risiko. Die Häufigkeit der Erkrankung hat in den letzten Jahrzehnten stark zugenommen. So waren im Patientengut US-amerikanischer Ausbildungskliniken 1970 nur 8 von 10.000 Patienten betroffen, 1999 bereits 124 von 10.000. Anhand von Krankenversicherungsdaten wurden in Schweden 11,6 Fälle pro 10.000 Katzen ermittelt. Neben Burma-Katzen waren auch Russisch Blau, Norwegische Waldkatzen und Abessinierkatzen häufiger betroffen, reinrassige Katzen waren aber seltener erkrankt als mischerbige. Im Gegensatz zum Haushund gibt es keinen Zusammenhang zwischen einer Zuckerkrankheit bei Besitzer und Katze.
Risikofaktoren sind starkes Übergewicht (Adipositas), zunehmendes Alter und die Verabreichung von Glucocorticoiden. Kastrierte Kater und Katzen in Wohnungshaltung sind überproportional betroffen. Bei Auftreten der Krankheit sind die Katzen meist zwischen 7 und 15 Jahre alt, im Mittel 10,7 Jahre.
Bei Wildkatzen ist Diabetes mellitus eine sehr seltene Erkrankung. Es gibt lediglich zwei Fallberichte, einen für den Jaguar und einen für den Afrikanischen Leoparden. Außer bei Hund und Katze ist die Zuckerkrankheit bei Haus- und Wildtieren insgesamt selten.

## Symptome

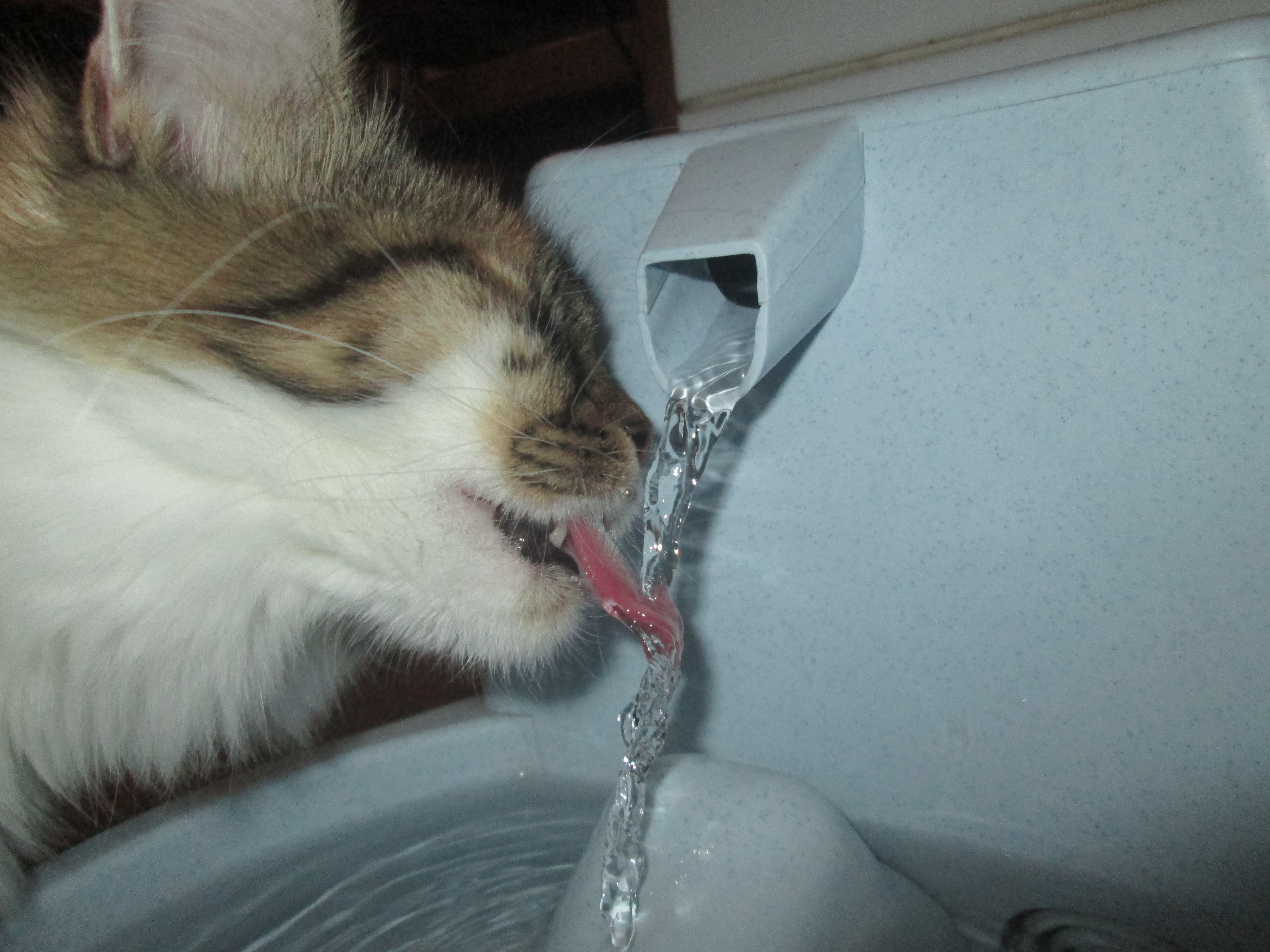
Vermehrtes Trinken (Polydipsie) ist ein Leitsymptom des Diabetes mellitus

Die vier Leitsymptome des Diabetes mellitus sind vermehrter Durst (Polydipsie), vermehrter Harnabsatz (Polyurie), vermehrte Nahrungsaufnahme (Polyphagie) und Gewichtsverlust. Darüber hinaus ziehen sich erkrankte Tiere häufig zurück, sind abgeschlagen und reduzieren ihre Fellpflege. Das Fell wirkt glanzlos, trocken und verfilzt. Der Muskeltonus kann nachlassen und eine Nervenerkrankung (Diabetische Neuropathie) bedingt eine Durchtrittigkeit der Hintergliedmaßen, das heißt das Sprunggelenk ist stark gebeugt (plantigrades Gangbild). Werden diese Symptome vom Besitzer übersehen oder ignoriert, kann bei Erstvorstellung bereits das klinische Bild einer diabetischen Ketoazidose (siehe unten) vorhanden sein.
Anders als bei Menschen oder Hunden kommt es bei Katzen nicht zur Ausbildung von Linsentrübungen. Derartige Augenveränderungen sind bei Katzen, auch bei diabetischen, rein altersbedingt. Häufig besteht bei diabetischen Katzen ein bakterieller Harnwegsinfekt, welcher auch subklinisch, also ohne Symptome verlaufen kann.
Die typischen Anzeichen eines Wachstumshormonüberschusses (Hypersomatotropismus) sind übermäßiges Wachstum der Gliedmaßenenden, Kinn, Ohren und Nase, eine Verbreiterung des Schädels, ein verlängerter Unterkiefer (Prognathie) und Schnarchen infolge einer Verdickung des Gaumensegels. Allerdings sind diese Symptome bei Katzen eher selten deutlich ausgeprägt, weshalb der Begriff „Hypersomatotropismus“ gegenüber „Akromegalie“ bevorzugt werden sollte.

## Diagnose

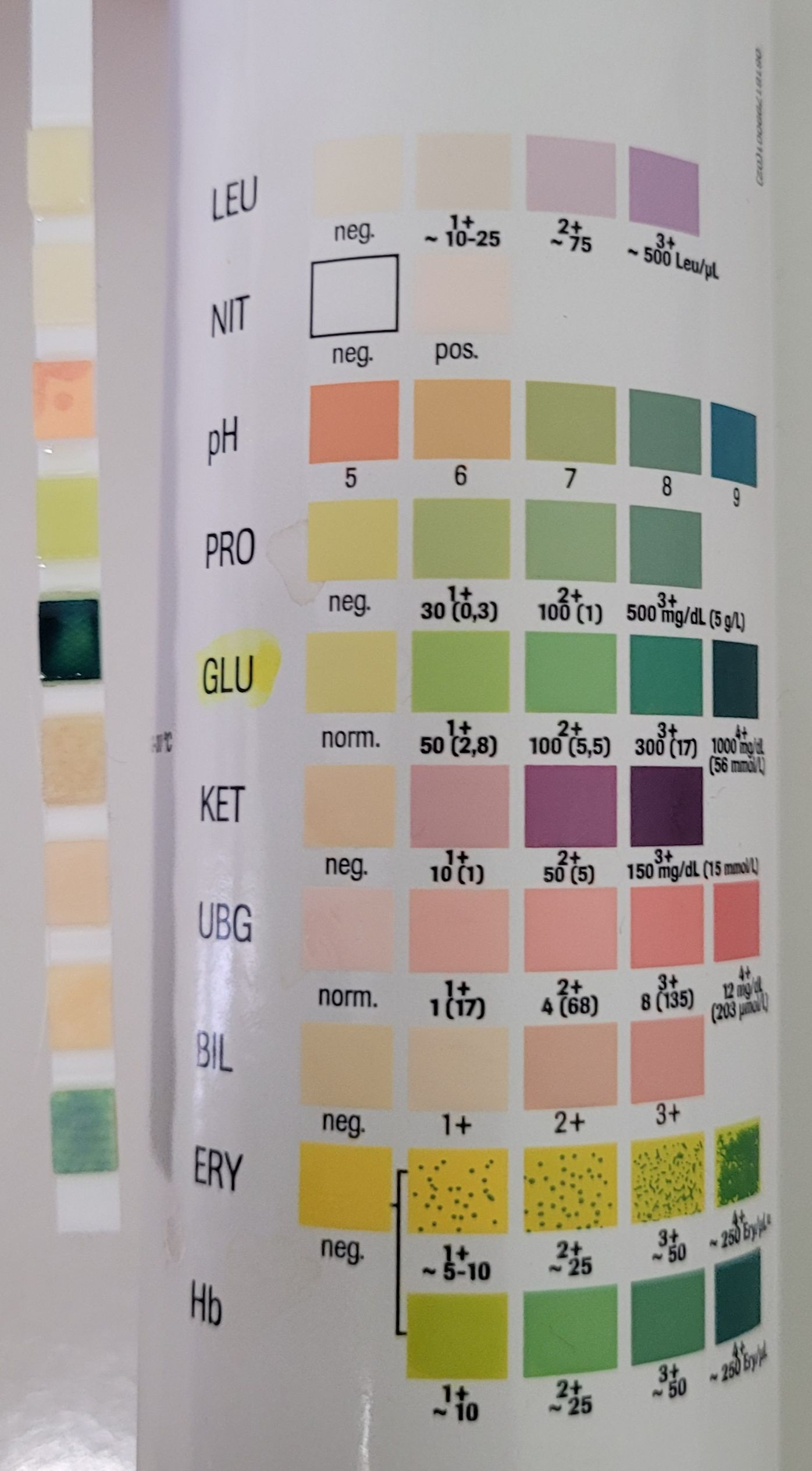
Urinteststreifen mit Nachweis stark erhöhter Glucose (GLU) sowie roter Blutkörperchen (ERY) im Urin einer diabetischen Katze, Ketokörper (KET) sind nicht nachweisbar

Der Normalbereich für den Blutzucker bei Katzen liegt zwischen 3,9 und 7,5 mmol/l (entspricht 71–136 mg/dl). Die korrekte Beurteilung des Blutzuckers von Katzen unter Praxisbedingungen gestaltet sich generell schwierig, da sie auf Manipulationen leicht mit einem stressbedingten Anstieg des Blutzuckers reagieren (stressbedingte Hyperglykämie). Die Stresshyperglykämie führt allerdings kaum zu Glucosewerten > 16 mmol/l (entspricht 288 mg/dl), bei anhaltendem Stress über Stunden kann auch eine Ausscheidung von Glucose über den Urin auftreten. Auch andere Erkrankungen wie eine Nebennierenüberfunktion können einen Blutzuckeranstieg verursachen. Als diagnostisches Kriterium ist demzufolge der einmalig in der Tierarztpraxis gemessene Blutzuckerspiegel nicht verwertbar. Daher werden zur Diagnose eines Diabetes mellitus zumeist bestimmte Bluteiweiße ermittelt, an die sich, von der Höhe des Blutzuckers abhängig, Glucosemoleküle nichtenzymatisch anlagern (Glykation). Diese glykierten Bluteiweiße stellen das „Langzeitgedächtnis“ des Blutzuckers dar, repräsentieren also den Blutzucker der letzten 2 bis 3 Wochen und sind von Kurzzeitschwankungen unabhängig. Im Gegensatz zum Menschen wird bei Katzen dafür nicht HbA1c bestimmt, da sich die Hämoglobin-Fraktionen bei Katzen strukturell deutlich vom Menschen unterscheiden. Deshalb wird stattdessen Fructosamin bestimmt. Werte oberhalb von 340 µmol/l sprechen für einen Diabetes mellitus. Limitierend ist, dass der Fructosamin-Wert in den ersten Krankheitswochen noch nicht erhöht ist. Zudem ist bei gleichzeitig auftretender Schilddrüsenüberfunktion (Hyperthyreose) die Halbwertszeit von Serumproteinen und damit auch von Fructosamin erniedrigt. Auch bei einer generellen Erniedrigung der Bluteiweiße (Hypoproteinämie) ist Fructosamin vermindert. In diesen Fällen ist ein Diabetes mellitus unter Umständen maskiert, also nicht durch die Fructosaminbestimmung erkennbar.
2016 hat die European Society of Veterinary Endocrinology ein Projekt namens Agreeing Language in Veterinary Endocrinology (ALIVE) gestartet, bei dem eine Expertengruppe ein Diagnoseschema erarbeitet und 2022 veröffentlicht hat: die ALIVE-Kriterien. Nach diesen Kriterien gilt ein Diabetes mellitus bei der Katze als sicher wenn:
1. Glucose über 15 mmol/l (270 mg/dl) mit den Hauptsymptomen einer Hyperglykämie ohne andere erkennbare Ursache oder eine hyperglykämische Krise (Ketoazidose) und mindestens einem der folgenden Kriterien:
  - erhöhte glykierte Proteine, also Fructosamin
  - mehr als einmal Glucose in Urinproben, die in häuslicher Umgebung mindestens 2 Tage nach einer Stresssituation gewonnen wurden (Glucosurie)
2. Glucose > 7 mmol/l (126 mg/dl), aber ≤ 15 mmol/l (270 mg/dl) und mindestens zwei der folgenden Kriterien::
  - Hauptsymptome einer Hyperglykämie ohne andere erkennbare Ursache oder eine hyperglykämische Krise
  - erhöhtes Fructosamin
  - mehr als einmal Glucose in Urinproben, die in häuslicher Umgebung mindestens 2 Tage nach einer Stresssituation gewonnen wurden

Leider gibt es bei Katzen routinemäßig keine Messwerte, die eine sichere Einschätzung der Restfunktion der β-Zellen ermöglichen. Liegt die Basalkonzentration von Insulin, also die Menge ohne Stimulation durch vorherige Nahrungsaufnahme, im Blutserum über 25 µU/ml, spricht dies bei Erstdiagnose einer unbehandelten Katze für eine ausreichende β-Zell-Funktion. Experimentell gibt es einen Test zur Messung von Proinsulin, der es erlaubt, analog zum C-Peptid in der Humanmedizin, die β-Zell-Restkapazität abzuschätzen. In der Routinediagnostik ist er jedoch nicht verfügbar. Der Glukosetoleranztest wird bei Katzen wegen der Glucosetoxizität nicht durchgeführt.
Auf jeden Fall sollten bei der Erstvorstellung eine komplette Blutuntersuchung einschließlich Thyroxin sowie eine Urinuntersuchung erfolgen. Auch eine sonografische Untersuchung der Bauchorgane einschließlich der Bauchspeicheldrüse ist sinnvoll. Bei Verdacht auf einen Hypophysentumor mit Hypersomatotropismus sind die Bestimmung des IGF-1 im Serum und eine Magnetresonanztomographie angezeigt. Zu beachten ist, dass der IGF-1-Anstieg bei einigen Katzen nur gering sein kann und auch Insulingaben zu einem Anstieg führen. Darüber hinaus kann Übergewicht zu einem deutlichen Anstieg der IGF-1-Konzentration führen, während eine Schilddrüsenüberfunktion zu einer Verringerung führt.

## Therapie
Während beim Typ-2-Diabetes des Menschen die aktuellen Leitlinien als Basistherapie zunächst die Veränderung des Lebensstils (vor allem Ernährung und Bewegung) und erst in zweiter Stufe eine medikamentelle Behandlung (in der Regel mit Metformin) empfehlen, ist bei Katzen eine sofortige Gabe von Medikamenten angezeigt, die von einer Ernährungsumstellung begleitet wird. Die medikamentelle Behandlung bedeutete bislang immer das Spritzen von Insulin, denn orale Antidiabetika aus der Humanmedizin, allen voran das Metformin, erwiesen sich bei Katzen als wenig bis gar nicht effektiv. Dies änderte sich erst in jüngster Zeit mit den SGLT-2-Hemmern (Gliflozine). Es ist momentan aber noch nicht absehbar, inwieweit diese das Diabetes-Management bei Katzen verändern werden, da der erste Vertreter dieser Wirkstoffklasse für Katzen in Europa erst im März 2024 auf den Markt kam. Tierärzte sind in der EU an die Verordnung (EU) 2019/6 über Tierarzneimittel und die darauf basierenden nationalen Gesetze (in Deutschland das Tierarzneimittelgesetz) gebunden. Die Verordnung legt fest, dass Arzneimittel nur angewendet werden dürfen, wenn sie für die Zieltierart und das Anwendungsgebiet in der EU zugelassen sind. Das bedeutet, dass andere Arzneimittel nur eingesetzt werden dürfen, wenn die für Katzen in der EU zugelassenen Diabetes-Arzneimittel (2024 drei) keine Wirkung zeigen (Therapienotstand).
Die Behandlung eventuell zugrunde liegender anderer Erkrankungen (Adipositas, Bauchspeicheldrüsenentzündung, Schilddrüsenüberfunktion, Nebennierenrindenüberfunktion, Hypersomatotropismus, Harnwegsinfektionen), die Ernährungsumstellung und das Absetzen von Insulin-Antagonisten wie Cortison kann in einigen Fällen bereits zu einer Remission führen.

### Insulintherapie

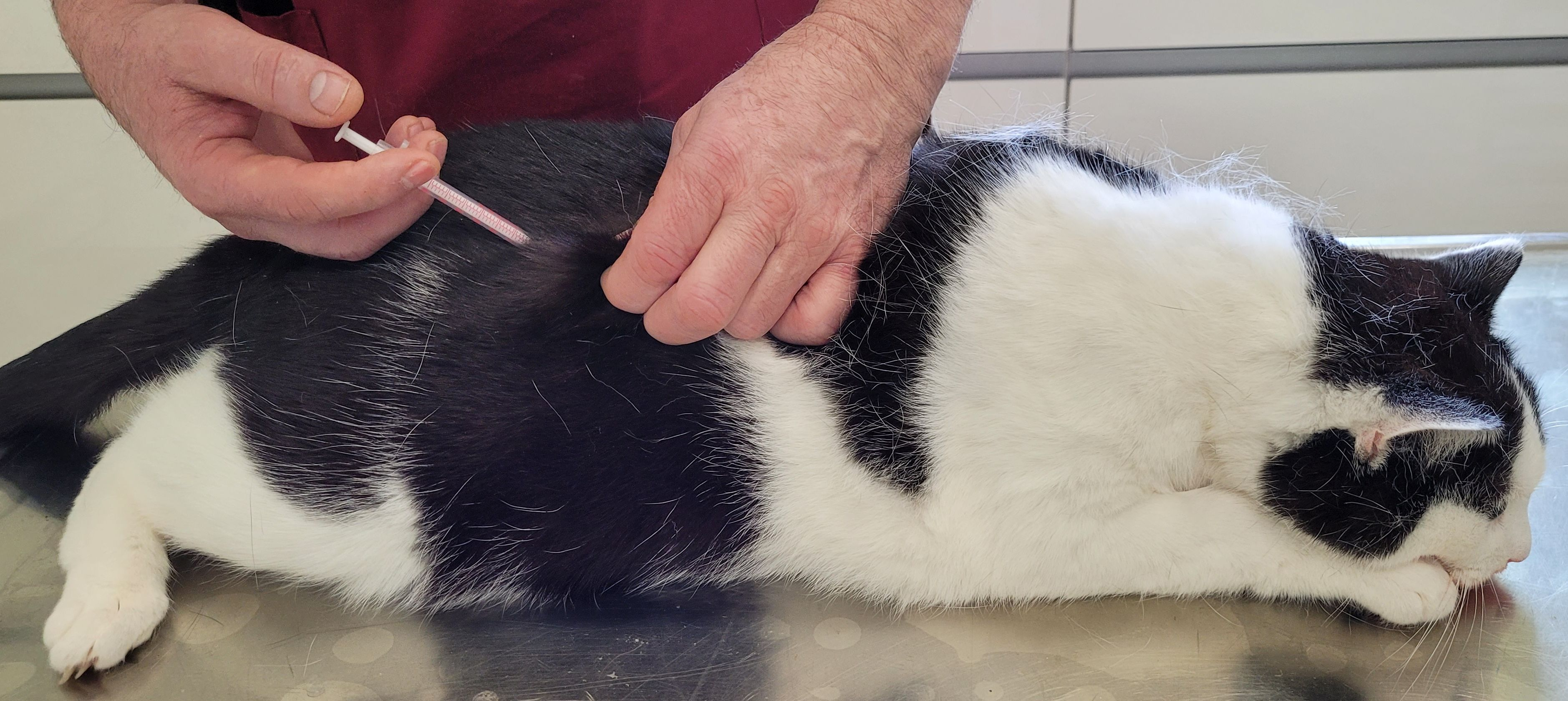
Insulininjektion bei einer Katze

Es gibt in Deutschland zwei für Katzen zugelassene Insulinpräparate (Stand März 2024). Dies sind mittellang wirksame, sogenannte Intermediär-Insuline, die in der Regel zweimal täglich subkutan gespritzt werden müssen. Das eine ist ein Schweine-Insulin (porcines Lente-Insulin, Handelsname Caninsulin, MSD Intervet), das zweite ein rekombinantes Humaninsulin (Handelsname Prozinc, Boehringer Ingelheim). Caninsulin hat eine Wirkdauer von etwa 10 Stunden und der tiefste Blutzuckerwert (Nadir) tritt 4,7 Stunden nach der Injektion auf. Bei einigen Katzen wirkt das Präparat aber nur 4 bis 8 Stunden. Deshalb lässt sich mit einer zweimaligen Anwendung oft keine zufriedenstellende Einstellung erreichen. Die Erfolgsrate liegt bei Caninsulin bei 15 bis 30 %. Der Nadir von ProZinc tritt etwa 5 bis 7 Stunden nach der Gabe auf. Eine Studie konnte mit ProZinc in 84 % der Fälle eine Verbesserung der Blutzuckerwerte erzielen. Als Startdosis werden für ProZinc 0,2 bis 0,4 I.E. pro kg Körpermasse, für Caninsulin 0,25 bis 0,5 I.E./kg empfohlen. Die höhere Dosis wird bei Blutzuckerwerten >20 mmol/l (360 mg/dl) eingesetzt, die maximale Anfangsdosis beträgt, auch bei sehr großen Katzen, 2 I.E. pro Tier.

#### Einstellung
Von der Startdosis aus muss die optimale Insulinmenge anhand regelmäßiger Blutzuckermessungen ermittelt werden. Die Dosisanpassung wird anhand des Nadirs, also des niedrigsten Blutzuckerwerts im Tagesverlauf vorgenommen. Um den Nadir zu bestimmen, sind ein Tagesprofil, mindestens aber eine Ausgangsmessung und drei bis vier weitere Messungen notwendig. Vorzugsweise sollte dies zu Hause erfolgen (Home Monitoring), um eine Stress-Hyperglykämie zu vermeiden. Die Bestimmung erfolgt mit einem handelsüblichen Blutzuckermessgerät anhand eines Blutstropfens vom Ohrmuschelrand oder von einem Pfotenballen. Optimal ist die Messung mit einem kontinuierlich messenden Glucosesensor aus der Humanmedizin, die mittlerweile auch bei Katzen erfolgreich praktiziert wird. Zielwert für den Nadir sind 4,5 bis 8 mmol/l (80–140 mg/dl) und Maximalwerte zwischen 10 und 14 mmol/dl (180–250 mg/dl). Werte unter 3,3 mmol/dl (60 mg/dl) sind als Unterzuckerung (Hypoglykämie) zu werten. Anhand des Nadirs wird die Insulinmenge alle 7 bis 14 Tage um eine halbe Einheit gesenkt oder erhöht. Ist eine Blutzuckermessung durch den Besitzer nicht möglich, kann die Dosisanpassung alle 2–3 Wochen anhand des Fructosamin-Werts erfolgen, was aber die Einstellungsphase verlängert. Zudem ist zu beachten, dass die Labormessungen einer relativ großen Variabilität unterliegen. Fructosamin-Werte unter 350 µmol/l sprechen für eine sehr gute, zwischen 350 und 450 µmol/l für eine gute, zwischen 450 und 550 µmol/l für eine mäßige und über 550 µmol/l für eine schlechte Einstellung. Eine weitere Möglichkeit ist die Bestimmung der Glucose über einen Urinteststreifen. Da der Glucosegehalt im Urin aber nur den mittleren Blutzuckerwert seit dem letzten Urinabsatz repräsentiert und Glucose erst oberhalb der Nierenschwelle im Urin auftritt, sollte diese Methode nur als Notbehelf für eine Einstellung verwendet werden.

Tagesprofil einer gut eingestellten Katze anhand von 5 Messungen, Insulingabe um 7 und 19:00 Uhr: der Nadir, hier nach 6 Stunden, liegt im Zielbereich von 4,5–8 mmol/dl (gelb), der Maximalwert im Zielbereich von 10–14 mmol/dl (rosa)

Anhand eines Tagesprofils lässt sich auch erkennen, ob ein Insulin überdosiert oder zu kurz wirksam ist. Die Bedeutung der posthypoglykämischen Hyperglykämie („Somogyi-Effekt“), das heißt ein langanhaltender Anstieg des Blutzuckers durch Stresshormone nach einer kurzzeitigen Unterzuckerung infolge einer zu hohen Insulindosis, wird kontrovers diskutiert. Von einigen Autoren wird sie mittlerweile angezweifelt, da dieser Blutzuckeranstieg nur kurzzeitig und auch nur einmal auftreten soll. Im aktuellen Standardwerk werden dagegen ganztägig anhaltende Werte über 400 mmol/dl berichtet, die scheinbar nicht auf Insulingabe reagieren und zu einer zu schnellen Dosiserhöhung oder einem Wechsel des Insulins verführen. Unterzuckerungen können bei einer zu hohen Dosis und/oder einer zu langen Wirksamkeit des Insulins (Überlappung der Wirkung beider Insulingaben) auftreten. Treten trotz geringer Dosis (< 1 I.E.) und Reduzierung auf eine einmal tägliche Gabe wiederholt Unterzuckerungen auf, sollte an eine Remission gedacht werden, die Katze ist also nicht mehr insulinpflichtig.
Üblicherweise lassen sich Katzen mit einer zweimaligen Gabe von 0,5 bis 6 I.E. einstellen. Lässt sich der Blutzuckerspiegel nicht unter Kontrolle bringen, sind zunächst Anwendungsfehler (unwirksames Insulin durch falsche Lagerung oder zu starkes Schütteln, fehlerhafte Injektion) oder eine Insulinresistenz durch andere Erkrankungen auszuschließen. Spätestens hier sollte auch IGF-1 im Blutserum bestimmt werden, um einen Hypersomatotropismus als Ursache für die Insulinresistenz auszuschließen. Darüber hinaus sind eine Basalcortisol-Bestimmung und gegebenenfalls ein Dexamethason-Suppressionstest sinnvoll, denn bei 75 % der Katzen mit einer Nebennierenüberfunktion (Cushing-Syndrom) liegt gleichzeitig ein Diabetes mellitus vor, der dann schlecht einstellbar ist.
Bei ausbleibender oder ungenügender Wirkung oder Unverträglichkeit der für Katzen zugelassenen Insuline dürfen Humaninsuline verwendet werden. Insulin glargin wirkt bei Katzen etwa 22 Stunden und hat bei ihnen, im Gegensatz zur eher gleichmäßigen Wirkung beim Menschen, einen relativ deutlichen Nadir nach 14 Stunden. Zur Einstellung ist bei Katzen dennoch meistens eine zweimalige Anwendung pro Tag notwendig, bei einmal täglicher Anwendung ist das Risiko einer Unterzuckerung größer. Die Remissionsrate bei Verwendung von Insulin glargin liegt zwischen 50 und 80 %, wenn die Einstellung innerhalb der ersten sechs Monate gelingt. Insulin detemir hat einen Nadir nach 12 bis 14 Stunden und eine Wirkdauer von 8 bis 24 Stunden. Diese hohe Variabilität gestaltet den Einsatz bei der Katze schwierig, er kann aber im Einzelfall sinnvoll sein. NPH-Insulin ist bei der Katze zu kurz wirksam und eignet sich daher nicht. Die Studienlage zu langwirksamen Humaninsulinen wie Insulin degludec ist uneinheitlich, bei gesunden Katzen hat es nur eine Wirkdauer von 10 Stunden.

#### Langzeitkontrolle
Ist die optimale Dosis für die Katze gefunden, sollte einmal monatlich ein Tagesprofil erstellt werden. Zeigt die Katze irgendwelche Krankheitserscheinungen wie Schwäche, Abgeschlagenheit oder Erbrechen, ist auch eine Einzelbestimmung, am besten vor der Insulingabe sinnvoll. Dies dient vor allem dem Ausschluss einer Unterzuckerung, für eine Dosisanpassung sollten Einzelmessungen nicht verwendet werden. Vierteljährlich ist eine Fructosamin-Bestimmung, halbjährlich eine komplette Blutuntersuchung empfehlenswert.
Das Führen eines Diabetes-Tagebuchs durch den Besitzer ist eine sinnvolle Ergänzung der Langzeitkontrolle. Dabei sollten täglich Allgemeinbefinden, Aktivität, Trinkmenge (am besten gemessen), geschätzte Urinmenge (Größe der Klumpen in der Katzentoilette, eventuell Wiegen), Futtermenge, Appetit, Insulindosis mit Zeitpunkt der Gabe sowie eventuelle Einzelmessungen und Tagesprofile dokumentiert werden. Wöchentlich ist eine Messung mit einem Urinteststreifen ratsam.

### Orale Antidiabetika

Strukturformel von Velagliflozin

SGLT-2-Hemmer sind eine seit 2012 in der Humanmedizin etablierte Wirkstoffklasse. Sie hemmen den sodium glucose linked transporter 2 (SGLT-2), ein Membranprotein, welches im Anfangsabschnitt der Nierenkanälchen Natrium (englisch sodium) und Glucose zurückgewinnt. Dieses Transportsystem ist für 90 % der Glucoserückgewinnung in der Niere verantwortlich. Durch dessen Hemmung wird Glucose unabhängig vom Blutzuckerspiegel über die Nieren ausgeschieden. Die SGLT-2-Hemmer verbessern also nicht die Verwertung der Glucose im Körper, sondern schwemmen sie mit dem Urin aus, so dass der Blutzuckerspiegel sinkt. Aus dieser Wirkstoffgruppe wurden Dapagliflozin und Velagliflozin zunächst an gesunden Katzen und schließlich 2022 Bexagliflozin bei diabetischen Katzen als Blutzuckersenker erfolgreich getestet. Letzteres wurde 2023 in den Vereinigten Staaten als erstes orales Medikament (Handelsname Bexacat, Elanco Animal Health) zur Behandlung des felinen Diabetes mellitus zugelassen, mit Velagliflozin (Handelsname Senvelgo, Boehringer Ingelheim) seit 20. November 2023 auch ein SGLT-2-Hemmer in der Europäischen Union. Voraussetzung für den Einsatz von SGLT-2-Hemmern ist eine ausreichende körpereigene Insulinproduktion (nicht-insulin-abhängiger Diabetes mellitus). Weil das zweite Glucose-Transportprotein der Niere (SGLT-1) nicht beeinflusst wird, kommt es zu keiner Unterzuckerung. Häufigste und schwerste Nebenwirkung ist eine Ketoazidose (siehe unten), die etwa bei 5 % der behandelten Katzen und zumeist in den ersten beiden Wochen auftritt.
Velagliflozin darf nicht bei Vorliegen einer Ketoazidose eingesetzt werden. Bestehen Appetitlosigkeit oder Austrocknung bei der Krankheitsfeststellung, sollte nicht mit der Behandlung begonnen werden. Weitere Anwendungsbeschränkungen bestehen bei starker Abmagerung, starkem Durchfall, Bauchspeicheldrüsenentzündung, chronischer Nierenerkrankung und Gelbsucht. In der Anfangsphase ist eine regelmäßige Untersuchung auf Ketonkörper im Blut oder Urin notwendig, um eine Ketoazidose rechtzeitig zu erkennen. Zu Beginn der Behandlung kann ein weicherer Stuhl auftreten. Durch die Zuckerausscheidung im Urin kann es vermehrt zu Harnwegs- oder Genitalinfektionen kommen. Weitere mögliche unerwünschte Arzneimittelwirkungen sind Erbrechen, Gewichtsverlust, vermehrter Durst und vermehrtes Urinieren sowie eine Urämie.
In der Zulassungsstudie von Velagliflozin konnte bei 53,7 % der Katzen nach 45 Tagen ein Behandlungserfolg erzielt werden, bei 80 % verbesserten sich die mit der Überzuckerung zusammenhängenden Blutparameter. In einer US-amerikanischen Studie wurde nach 30 Tagen bei 88,4 % der Katzenpatienten ein Behandlungserfolg erreicht. In der ersten Feldstudie an 252 Katzen war der Behandlungserfolg ähnlich: bei 81 % der Patienten lag der Blutzuckerwert nach 180 Tagen im Normbereich, bei 88 % verbesserten sich Trink- und Harnverhalten, bei 14 % trat eine Ketonurie, bei 7 % eine Ketoazidose auf. Da die Markteinführung erst im März 2024 erfolgte, liegen für Velagliflozin weder umfangreiche Studien noch Langzeiterfahrungen vor. Zur Langzeitkontrolle sind keine Tagesprofile notwendig. Da Velagliflozin einen relativ konstanten Blutzuckerspiegel bewirkt, reicht eine Einzelbestimmung. Es gibt derzeit kein Verfahren, um eine Remission unter dem Wirkstoff zu erkennen.

### Ernährung

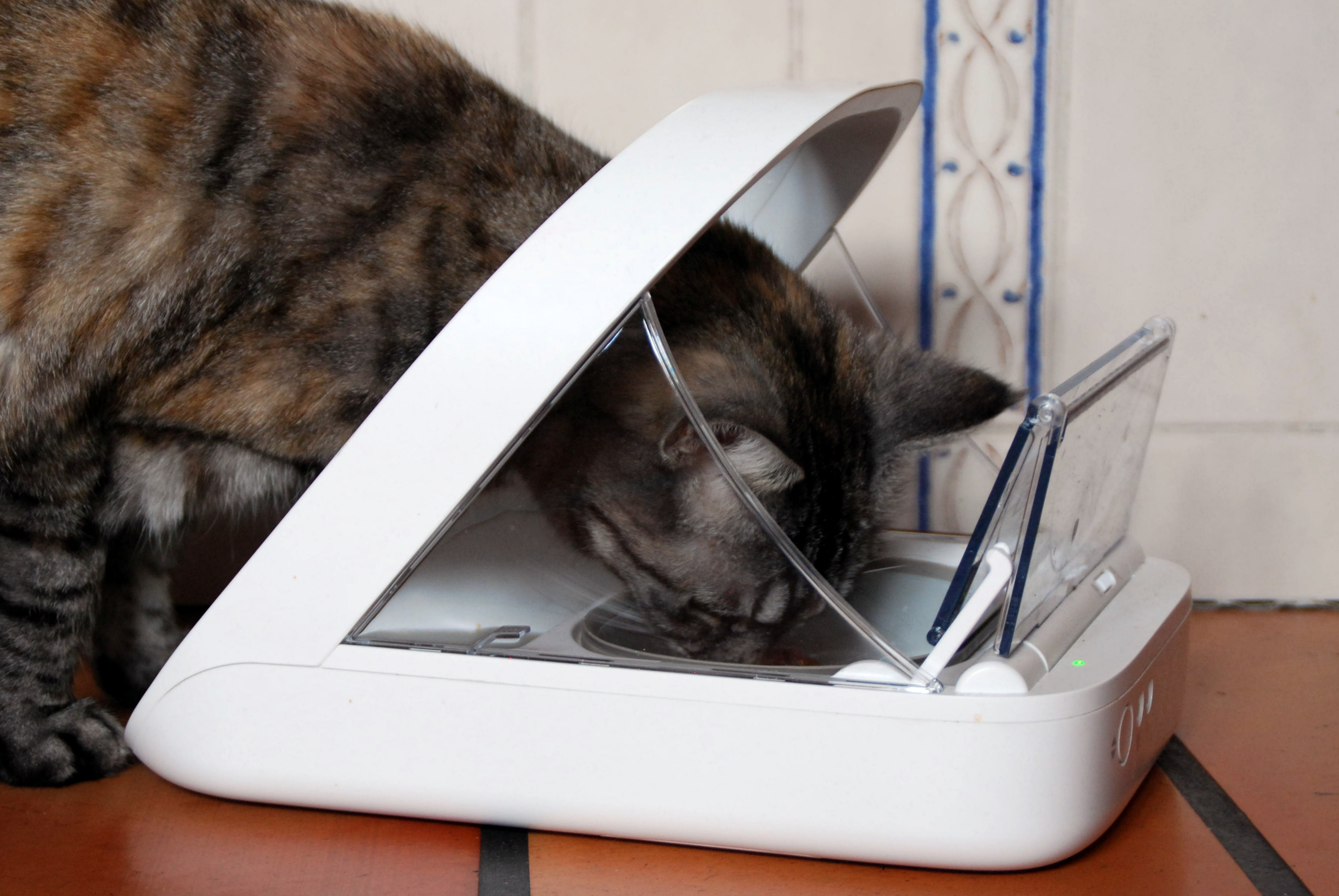
Eine Begrenzung der Futtermenge zur Gewichtsreduktion kann in Mehrkatzenhaushalten am einfachsten über einen Transponder-gesteuerten Futterautomaten realisiert werden

Die Umstellung der Ernährung ist eine weitere Säule der Behandlung. Unter einer Insulintherapie wird eine zweimal tägliche Fütterung direkt nach der Insulingabe empfohlen, auch wenn das physiologische Fressverhalten bei der Katze eigentlich aus bis zu 15 kleinen Mahlzeiten pro Tag besteht. Die Ernährung sollte auf eine langsame Gewichtsreduktion ausgerichtet sein, denn das erhöht die Wahrscheinlichkeit einer Remission. Die physiologische Nahrung einer Katze besteht aus etwa 50 bis 60 % Rohprotein, 35 % Rohfett und weniger als 10 % Kohlenhydraten in der Trockensubstanz. Kommerzielles Katzenfutter hat dagegen häufig Kohlenhydratanteile von über 50 %.
Der Anteil der Kohlenhydrate an der Ration sollte möglichst gering sein und nur aus Futtermitteln mit niedrigem glykämischen Index (z. B. Gerstenflocken, Hirse, Linsen) bestehen. Da die Katze ein reiner Fleischfresser ist, kann auf Kohlenhydrate sogar ganz verzichtet werden. Pflanzenfasern spielen bei der Ernährung diabetischer Katzen, im Gegensatz zum Hund, keine Rolle. Omega-3-Fettsäuren, also mehrfach ungesättigte Fettsäuren, bewirken eine bessere Kontrolle des Blutzuckerspiegels, große Mengen gesättigter Fettsäuren verschlechtern diese dagegen.
Die größte Bedeutung in der Ernährung diabetischer Katzen haben die Proteine. Nach Aufnahme proteinreicher Nahrung kommt es bei Katzen zu keinem starken Anstieg des Blutzuckers (postprandialer Glucosepeak), wie er beim Menschen oder bei Hunden zu beobachten ist. Katzen decken ihren Glucosebedarf durch Blutzuckerneubildung aus bestimmten (glukoplastischen, siehe Aminosäurenstoffwechsel) Aminosäuren, also den Bausteinen der Proteine. Dieser Stoffwechselweg läuft auch ab, wenn die Ration viele Kohlenhydrate enthält, der Blutzuckerspiegel erhöht sich also zusätzlich. Eine proteinreiche Ration steigert die Insulinbildung, da die β-Zellen durch glukoplastische Aminosäuren stimuliert werden. Eine Ration mit 57 % Rohprotein und 50 % des Energiegehalts aus Proteinen konnte den Insulinbedarf bei Katzen um bis die Hälfte reduzieren, bei einem Drittel sogar vollständig ersetzen.
Zur Gewichtsreduktion sollte die Ration weniger als 15 % metabolische Energie (ME) aus Kohlenhydraten und über 40 % ME aus Protein enthalten. Die Futtermenge sollte auf 80 % des Energiebedarfs bezogen auf das Normalgewicht begrenzt werden. Ziel ist eine langsame Gewichtsreduktion um etwa 0,5 bis 1 % pro Woche. Ein radikales Fasten birgt das Risiko einer hepatischen Lipidose.

### Hypophysentumor mit Hypersomatotropismus
Bei Katzen mit einem Hypophysentumor kann eine Strahlentherapie durchgeführt werden. Die chirurgische Entfernung (Hypophysektomie) wird, im Gegensatz zum Hund, bei der Katze kaum durchgeführt. Arbeiten aus der Universität Utrecht, dem führenden Zentrum auf dem Gebiet der Hypophysenchirurgie bei Tieren, sind aber vielversprechend. So verlief in einer Studie aus dem Jahr 2021 an 25 Katzen die Entfernung der Hirnanhangsdrüse durch das Keilbein (transsphenoidal) bei 24 Katzen erfolgreich und bei 22 Katzen kam es zu einer vollständigen Remission des Diabetes mellitus. Bei einem Viertel betroffener Katzen konnte mit Cabergolin eine Senkung des IGF-1, bei 35 % hypersomatotropen Katzen eine verbesserte Diabetes-Kontrolle und Remission erreicht werden. Auch das Somatostatin-Analogon Pasireotid kann zur Kontrolle eines Hypersomatotropismus eingesetzt werden. Von den bislang etablierten Therapieansätzen verspricht die Hypophysektomie die höchste Lebensqualität.

## Komplikationen

### Diabetische Ketoazidose

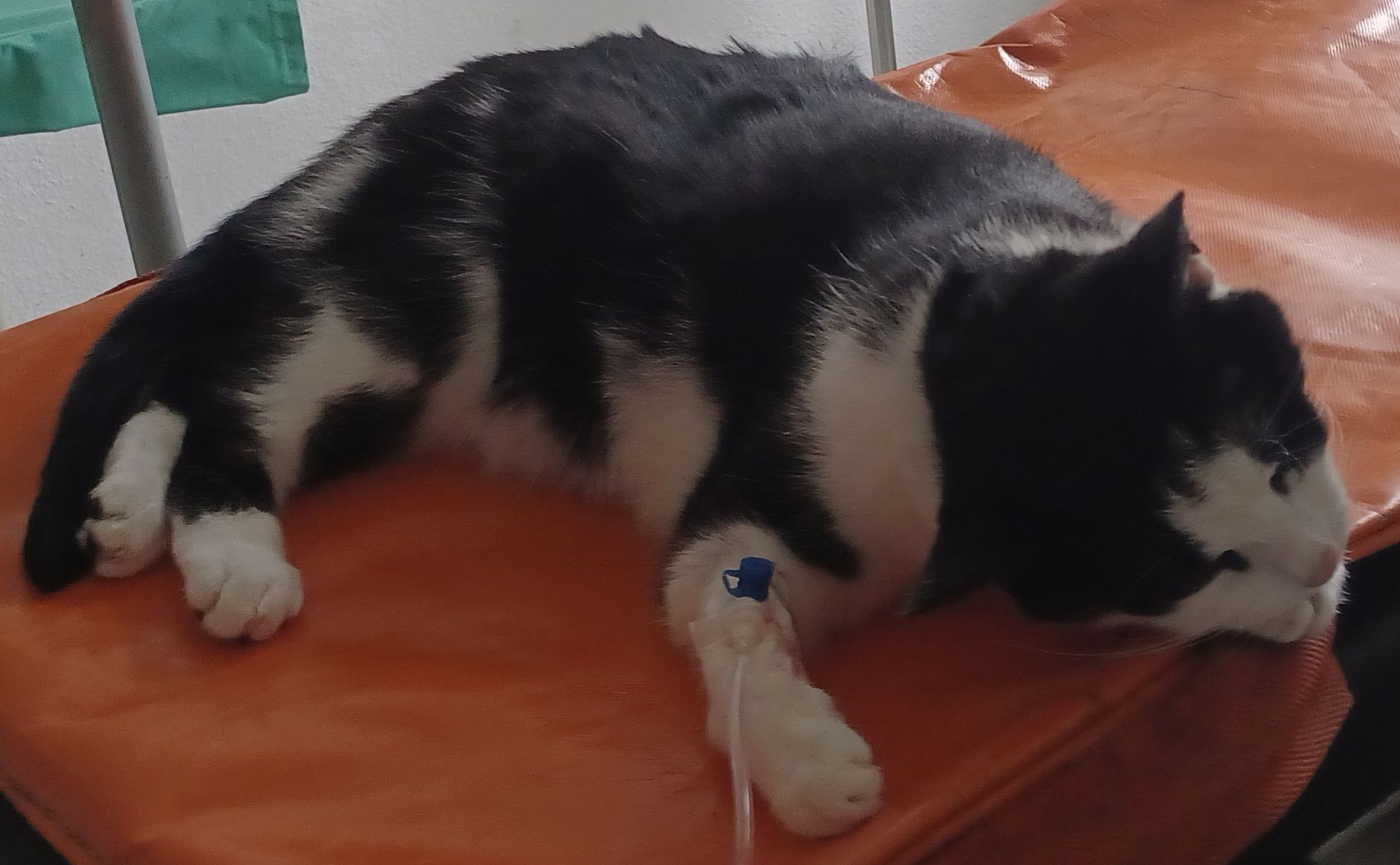
Infusionen sind zum Ausgleich von Flüssigkeits- und Elektrolytverlusten bei ketoazidotischen Katzen essentiell

Ketonkörper entstehen bei der Fettsäureverbrennung (β-Oxidation), welche in der Leber zur Energiegewinnung bei Glucosemangel genutzt wird. Bei Insulinmangel und -resistenz entstehen durch vermehrte Fettsäurefreisetzung aus dem Fettgewebe und die Verschiebung des Energiestoffwechsels in Richtung Fettsäureverbrennung vermehrt solche Ketonkörper und sammeln sich im Blut an. Wird die Pufferkapazität des Blutes überschritten, kommt es dabei zu einer stoffwechselbedingten Übersäuerung des Bluts (metabolische Ketoazidose). Wird eine bestimmte Menge von Ketonkörpern überschritten, werden sie nicht mehr vollständig von den Nierenkanälchen zurückgewonnen und über den Urin ausgeschieden. Dadurch wird die Harnmenge durch osmotische Vorgänge weiter erhöht und gelöste Mineralstoffe wie Natrium, Kalium, Calcium und Magnesium gehen verloren. Durch den Wasser- und Elektrolytverlust entsteht ein Volumenmangel (Hypovolämie) im Blutgefäßsystem und damit eine Mangeldurchblutung lebenswichtiger Organe. Die unzureichende Durchblutung der Nieren führt zu einem Anstieg nierenpflichtiger Stoffe (prärenale Azotämie). Der Anstieg des Blutzuckers erhöht die osmotische Konzentration und es kommt zu einer Verschiebung von Wasser aus den Zellen und damit zu deren Austrocknung (zelluläre Dehydratation). Diese Faktoren führen schließlich zu einem lebensbedrohlichen Zustand, dem diabetischen Koma und unbehandelt zum Tod.
Die diabetische Ketoazidose ist die schwerste Komplikation eines Diabetes mellitus. Sie tritt vor allem bei einer unbehandelten Zuckerkrankheit auf, aber auch durch eine zu geringe Insulinmenge (unwirksames Insulin, falsche Dosis, Fehlinjektion) oder durch einen relativen Insulinmangel infolge weiter erhöhter Insulinresistenz. Neben den Hauptsymptomen eines Diabetes mellitus treten bei einer diabetischen Ketoazidose zusätzlich Abgeschlagenheit, Appetitlosigkeit und Erbrechen auf. Diese Krankheitszeichen werden mit Fortschreiten der Ketoazidose immer ausgeprägter. Klinische Zeichen einer Ketoazidose sind Austrocknung (Dehydratation), Schwäche, beschleunigte Atmung (Tachypnoe) und beschleunigter Herzschlag (Tachykardie). Manchmal lässt sich bereits ein Geruch von Aceton in der Atemluft feststellen. Zeitgleich kann sich eine Bauchspeicheldrüsenentzündung mit heftigem Bauchschmerz entwickeln.
Labordiagnostisch lässt sich eine Überzuckerung des Bluts (Hyperglykämie) nachweisen, bei der Behandlung mit einem SGLT-2-Hemmer kann der Blutzucker jedoch normal sein (euglykämische Ketoazidose). Mit Urinteststreifen können Glucose und Ketonkörper nachgewiesen werden, allerdings zeigen die gängigen Teststreifen nur Aceton und Acetessigsäure, nicht aber 3-Hydroxybuttersäure (β-Hydroxybutyrat) an. Letzteres kann mit speziellen Analysegeräten aber im Blut bestimmt werden, bei einer Ketoazidose ist 3-Hydroxybuttersäure > 4,05 mmol/l. Eine Blutgasanalyse zum Nachweis der Übersäuerung ist zumeist nur in größeren Einrichtungen verfügbar. Weitere typische Blutveränderungen sind: Anstieg der Zahl bestimmter weißer Blutkörperchen (Neutrophilie), Erhöhung des Anteils roter Blutkörperchen (Hämatokrit), Cholesterinanstieg (Hypercholesterinämie), erhöhte Alkalische Phosphatase, erhöhte Alanin-Aminotransferase, Anstieg harnpflichtiger Substanzen (Azotämie), Natriummangel (Hyponatriämie), Chlormangel (Hypochlorämie) und Kaliummangel (Hypokaliämie).
Bei leichter Ketoazidose werden sehr kurzwirksame Insuline oder Insulin Lispro dreimal täglich im Abstand von 8 Stunden eingesetzt. Typische unerwünschte Wirkungen sind Kaliummangel (Hypokaliämie), Phosphatmangel (Hypophosphatämie) und Unterzuckerung. Das Risiko einer Unterzuckerung kann durch gleichzeitige Gabe eines Drittels der täglichen Kalorienmenge gesenkt werden. Die Behandlung wird fortgesetzt bis die Ketonkörper abnehmen, in der Regel 2 bis 4 Tage. Bei schwerer Ketoazidose müssen Wasser- und Elektrolytverluste (vor allem Kalium) durch Infusionen ausgeglichen werden. Injektionen eines kurzwirksamen Insulins sind alle 1 bis 2 Stunden notwendig. Um dies ohne Unterzuckerung zu ermöglichen, muss parallel Glucose per Infusion verabreicht werden. Wenn die Bikarbonat-Konzentration im Plasma unter 12 mEq/l oder die CO2-Konzentration unter 12 mmol/l liegen, sollte Bikarbonat verabreicht werden. Ziel aller Maßnahmen ist eine langsame Stabilisierung des Patienten innerhalb von 24 bis 48 Stunden.
Die Behandlung einer schweren Ketoazidose ist eine medizinische Herausforderung. Selbst in großen Tierkliniken kann die Sterblichkeitsrate bis zu 30 % betragen, vor allem wenn schwere Begleiterkrankungen wie eine Bauchspeicheldrüsenentzündung vorkommen.

### Hyperosmolarer hyperglykämischer Zustand
Eine weitere Komplikation eines Diabetes mellitus ist der diabetische hyperosmolare hyperglykämische Zustand. Er tritt bei schwerer Überzuckerung (> 600 mg/dl), erhöhter Osmolarität (> 350 mOsm/kg) und Austrocknung aus. Von der Ketoazidose unterscheidet sich dieser Zustand durch das Fehlen von Ketonkörpern. Klinisch zeigt er sich in zunehmender Schwäche, Appetitlosigkeit und Abgeschlagenheit. Die Tiere trinken meist weniger und es dominieren Bewusstseinstrübungen bis hin zum diabetischen Koma. Eine leichte Azidose kann vorhanden sein. Zur Therapie werden wie bei der Ketoazidose Flüssigkeits- und Elektrolytverluste durch Infusionen ausgeglichen, Insulin ist aber meist nicht erforderlich. Die Prognose ist schlecht.

### Unterzuckerung
Als Unterzuckerung (Hypoglykämie) bezeichnet man den Zustand, wenn der Glucosespiegel unter 3,3 mmol/dl (60 mg/dl) fällt. Sie kann im Rahmen einer Zuckerkrankheit bei einer zu hohen Insulindosis, bei einer zu langen Wirksamkeit des Insulins (Überlappung der Wirkung beider Insulingaben) oder in Phasen mit verminderter Nahrungsaufnahme auftreten. Auch bei einer zunächst unbemerkten Remission und weiterer Insulingabe kann es zur Unterzuckerung kommen. Betroffene Tiere zeigen Unruhe und Muskelzittern, in schweren Fällen treten Krampfanfälle, Gangstörungen, Kollaps bis hin zum Koma auf. Normalerweise reagiert der Körper auf eine Unterzuckerung mit der Ausschüttung von Glucagon und Cortisol, die bei Katzen zumeist ausreicht, dass es nicht zu einem lebensbedrohlichen Zustand kommt. Es genügt normalerweise, die Insulingabe einmalig auszusetzen und dann zum nächsten Zeitpunkt wieder mit einer um 25 bis 50 % reduzierten Insulindosis zu beginnen.
In schweren Fällen, die im Rahmen einer Insulintherapie bei Katzen im Vergleich zum Menschen oder zum Hund aber extrem selten sind, kann dem Tier Traubenzuckerlösung auf die Wangenschleimhaut verabreicht werden. Hier zeigt sich meist eine Verbesserung des Zustands innerhalb weniger Minuten. Die Katze sollte dann einem Tierarzt vorgestellt werden, der anhand einer Blutzuckermessung entscheidet, ob eine Infusion mit einer Traubenzuckerlösung notwendig ist. In sehr schweren Fällen muss Glucagon verabreicht werden.

## Prognose
Katzen mit gut eingestelltem Diabetes ohne Komplikationen wie einer Ketoazidose können noch jahrelang mit gleich bleibender Lebensqualität gut leben. Diabetische Folgekrankheiten spielen aufgrund der geringeren Lebenserwartung im Vergleich zum Menschen nur eine untergeordnete Rolle, häufig kommt es aber durch die zum Teil monatelange Einstellungsphase zu Nierenproblemen (chronische Niereninsuffizienz). Eine vollständige Remission ist möglich, die dauerhaft oder auch nur vorübergehend sein kann. Etwa 30 bis 50 % der Katzen zeigen eine Remission unter einer Behandlung, benötigen also danach keine Medikamente mehr. Die Wahrscheinlichkeit einer Remission ist deutlich höher, wenn es gelingt, die Katze in den ersten sechs Monaten nach Krankheitsbeginn gut einzustellen. Besteht der Diabetes mellitus länger, kommt es durch die Glucosetoxizität (siehe oben) zu einer dauerhaften Schädigung der β-Zellen und die Katze bleibt insulinpflichtig. Bei den Katzen mit Remission kommt es bei etwa einem Viertel der Tiere zu einem Rückfall, sie werden also wieder diabetisch.
In einer britischen Studie überlebten zwei Drittel das erste Jahr, 25 % länger als 3 Jahre und 10 % länger als 5 Jahre. Trotz der eigentlich guten Prognose entschieden sich in dieser Studie etwa 15 % der Katzenbesitzer für eine Einschläferung. Gründe dafür waren gleichzeitig vorliegende andere Erkrankungen, Schwierigkeiten bei der Behandlung oder selten auch ungenügende Unterstützung durch den behandelnden Tierarzt.

## Forschungsgeschichte
Die Zuckerkrankheit beim Menschen war schon im Altertum bekannt. Der erste Bericht zu einem spontanen Diabetes mellitus bei der Katze stammt aus Dublin und wurde 1916 in einer Arbeit von A. E. Mettam und J. T. Craig dargestellt. Artikel zur pathologischen Anatomie bei diabetischen Katzen erschienen 1927 von A. Hjärre und 1935 von Sven Rubarth, in denen auch die Amyloidablagerungen in der Bauchspeicheldrüse beschrieben wurden. Der erste klinische Bericht zu einem 11 Jahre alten kastrierten Perserkater und zur ersten erfolgreichen Insulinbehandlung bei einer Katze wurde von Frank Bloom 1937 im New England Journal of Medicine publiziert. Bereits 1914 konnte bei einem künstlich erzeugten felinen Diabetes mellitus eine Abnahme der Inselzellen beobachtet werden. 1947 erschien in der renommierten Fachzeitschrift Science eine Arbeit, nach der ein Diabetes mellitus auch durch wiederholte Glucoseinjektionen ausgelöst werden kann, womit die Glucosetoxizität bei der Katze experimentell bewiesen wurde.
Nach diesen Einzelfallberichten wurden in den 1950er Jahren dann erstmals auch kleine Fallserien zum felinen Diabetes mellitus veröffentlicht. 1961 konnte gezeigt werden, dass wiederholte Gaben von Glucocorticoiden zu einer Schädigung der Inselzellen und einer Zuckerkrankheit bei Katzen führen. 1976 wurde erstmals ein Hypophysentumor als Ursache eines felinen Diabetes mellitus nachgewiesen. Nachdem 1983 erkannt wurde, dass sich HbA1c bei Katzen nicht als Diagnosekriterium eignet, rückte das 1982 erstmals beschriebene Fructosamin als alternativer Parameter in den Fokus und wurde Anfang der 1990er Jahre zur Diagnostik und Therapiekontrolle bei Katzen etabliert. Der Zusammenhang zwischen Diabetes mellitus und diabetischer Neuropathie wurde bei Katzen 1984 aufgedeckt. 1991 wurde mit Caninsulin das erste Insulinpräparat in der EU für Hunde und Katzen zugelassen, im Juli 2013 das speziell für Katzen entwickelte ProZinc.